# پادشاهی نوین مصر
پادشاهی نوین مصر، که از آن با نام امپراتوری مصر نیز یاد می‌شود، دوره‌ای تاریخی از مصر باستان میان سده‌های ۱۶ام تا ۱۱ام پیش از میلاد مسیح است که دودمان‌های پادشاهی هجدهم، نوزدهم، و بیستم این کشور را پوشش می‌دهد. پادشاهی نوین پس از دوره موسوم به «دوره میانی دوم» مستقر شد و نابودی‌اش نیز همراه با آمدن دوره سوم میانی بود. این هنگام از تاریخ مصر شاهد بیشترین ثروت و اوج قدرت شاهنشاهی باستانی مصر بود.
تاریخ‌گذاری کربنی نشان می‌دهد که پادشاهی نوین به گمانی چند سال زودتر از تاریخ مرسوم ۱۵۵۰ پ.م. آغاز شده‌است. گستره زمانی این هنگام میان سال‌های ۱۵۷۰ تا ۱۵۴۴ است که میانگینی برابر با سال ۱۵۵۷ پ.م. دارد. بخش پایانی این دوره با نام دوره رامسسی نیز شناخته می‌شود چرا که یازده فرعون در آن نام «رامسس» بر خود گذاشتند.

## نگارخانه

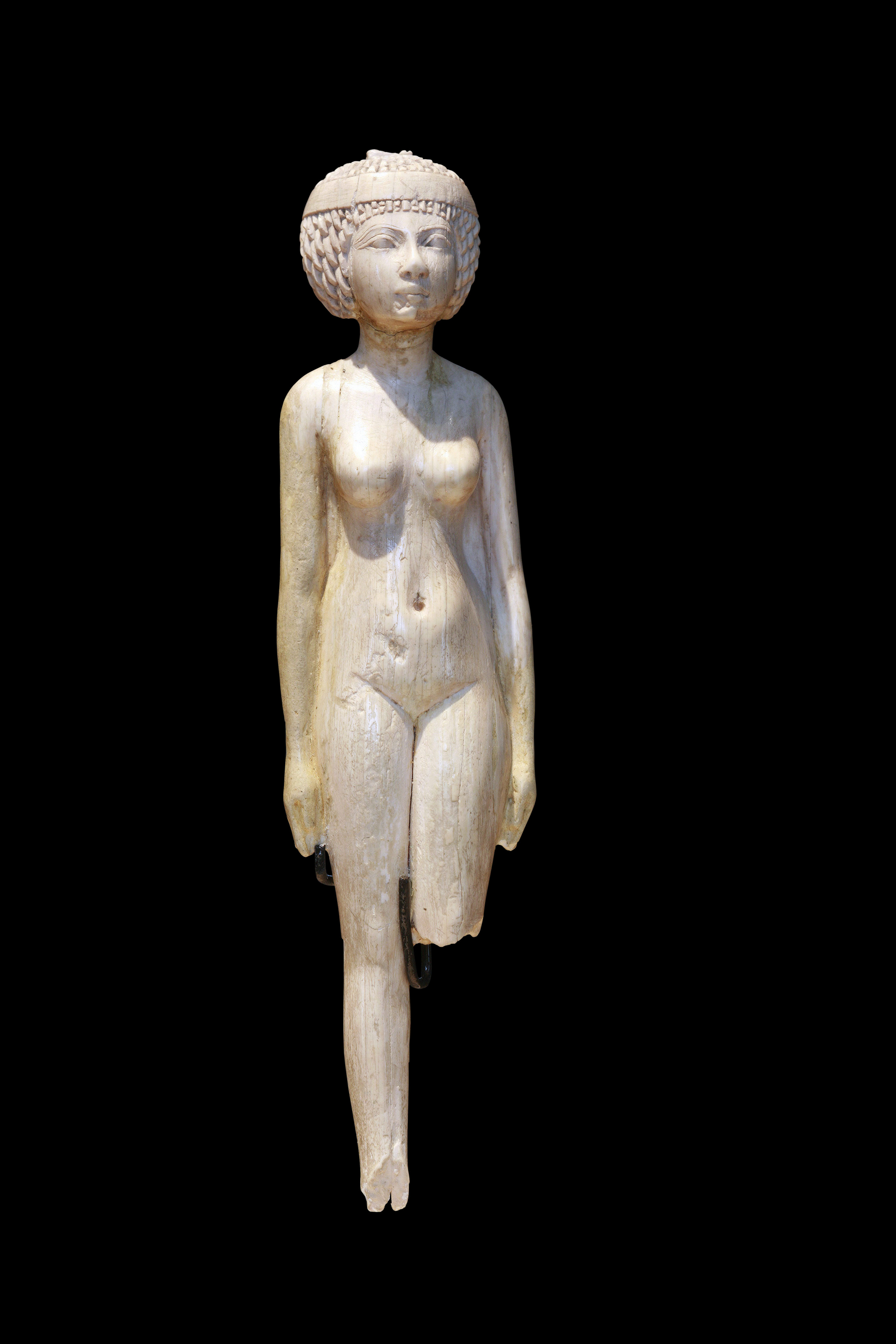
نگاره‌ای از تندیس زنی برهنه، متعلق به دوران پادشاهی نوین مصر، حوالی ۱۳۰۰ پیش از میلاد. این تندیس اکنون در مالکیت موزه لوور قرار دارد.
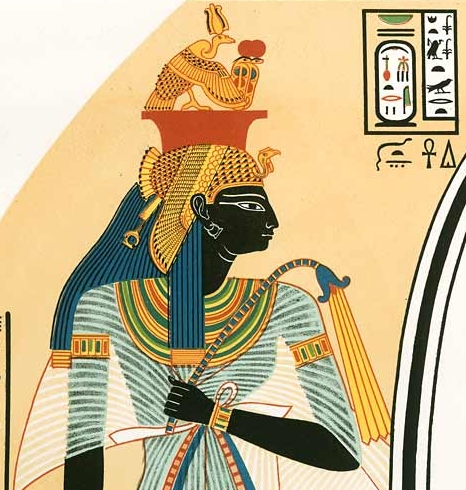
شهبانو اهمسه-نفرتاری
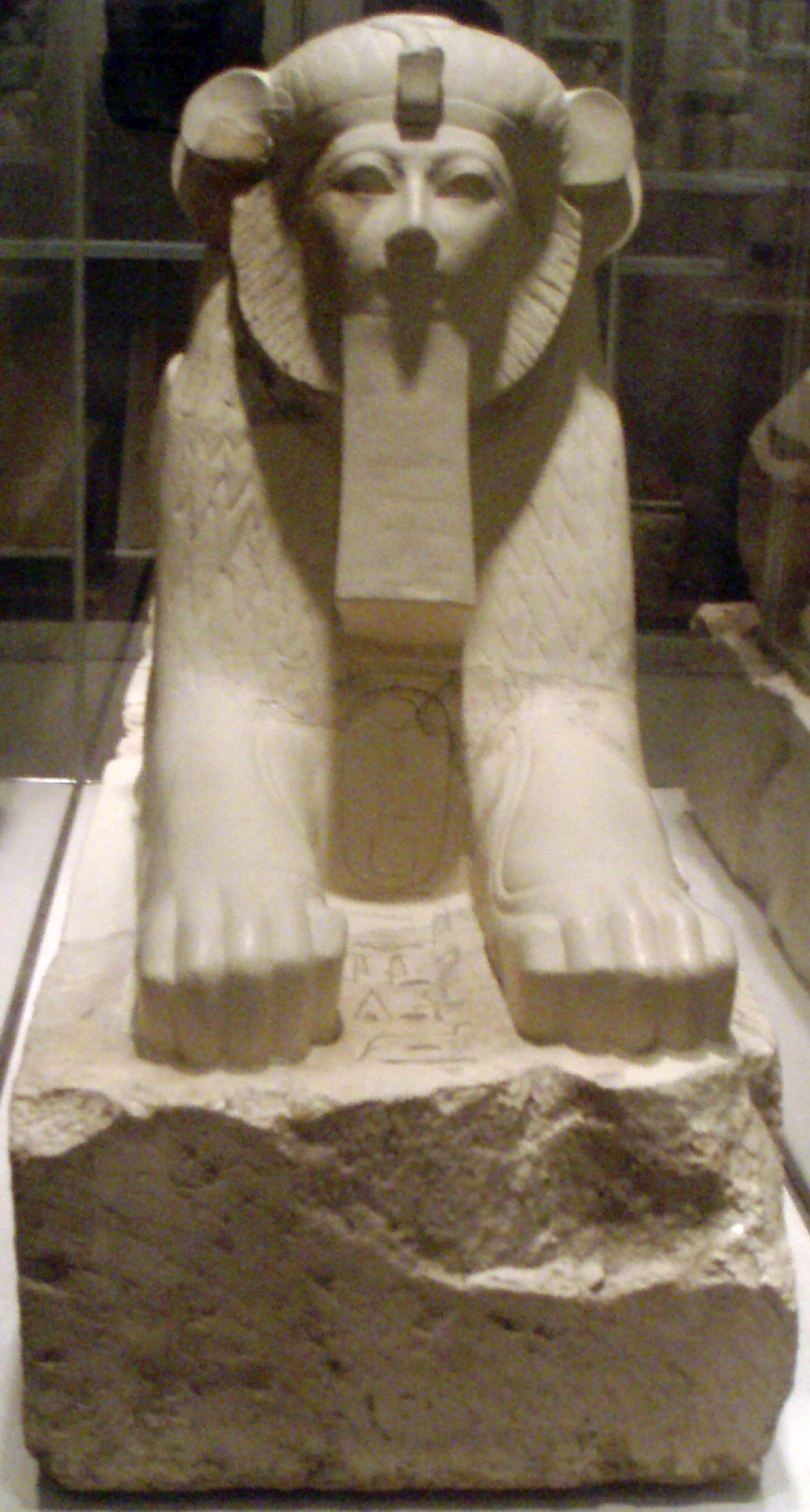
حتچپسوت به شکل یک ابوالهول
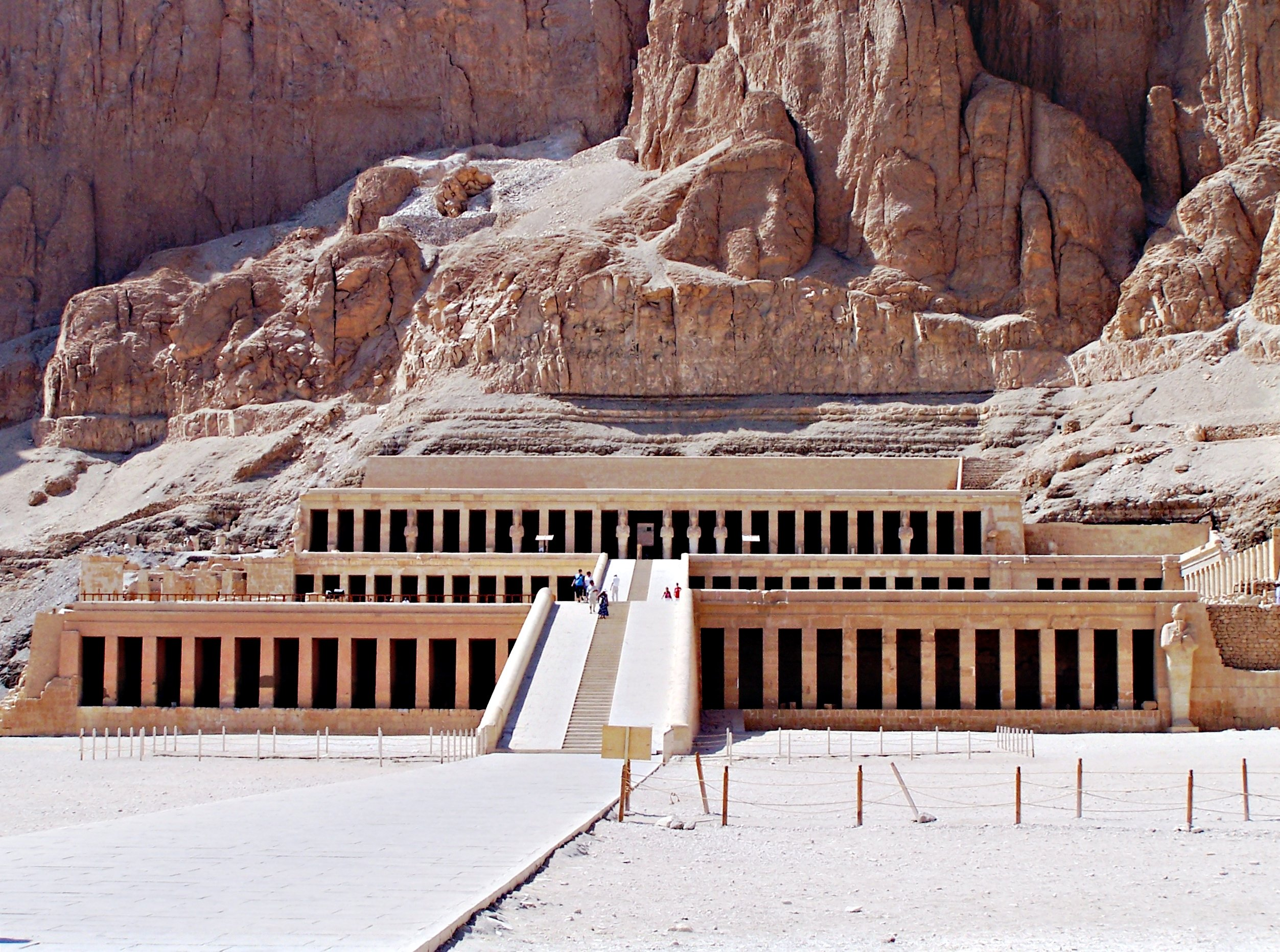
نیایشگاه شهبانو حتچپسوت در دیر البحری. این مکان در زمان‌های باستان جسر-جسرو به معنای «مقدس‌ترین مقدس‌ها» خوانده می‌شد.
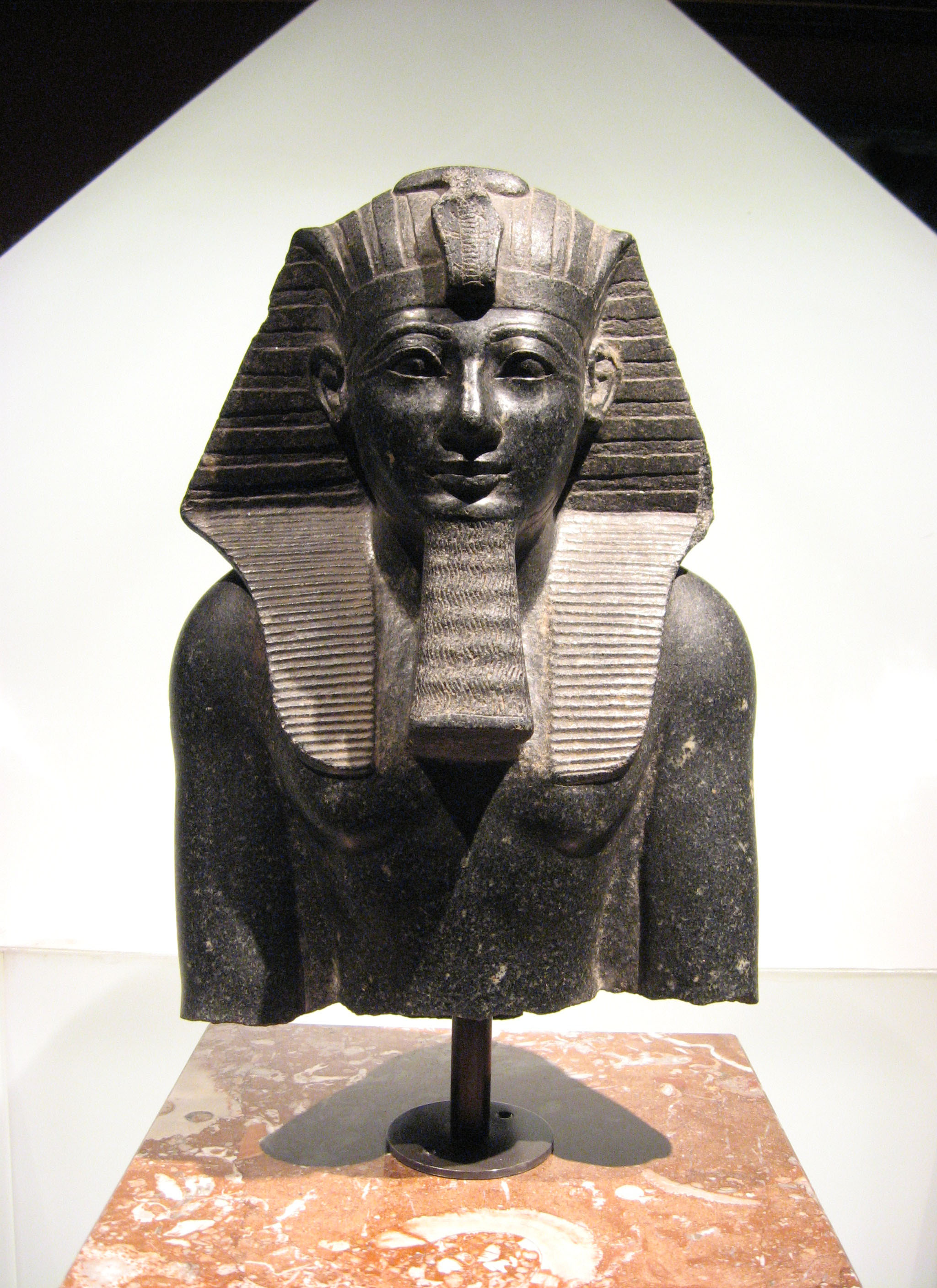
توتمس سوم که از او با نام «ناپلئون مصر» نیز یاد می‌شود.
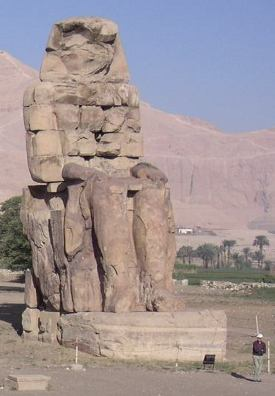
تندیسی از آمنهوتپ سوم در اقصر
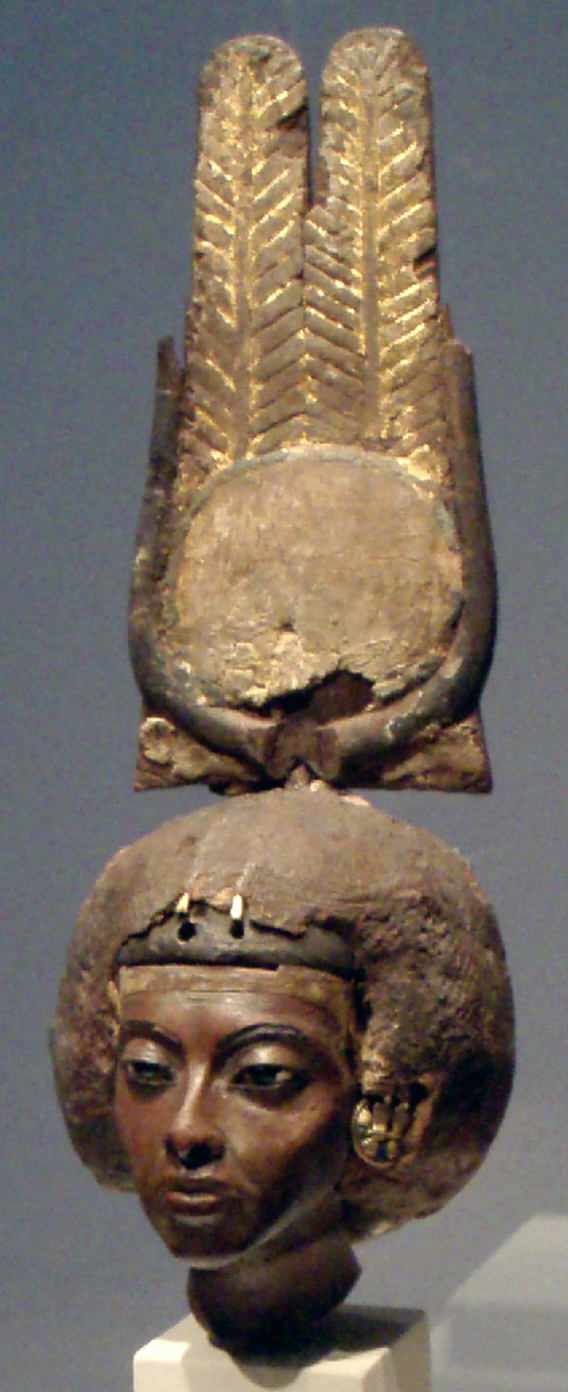
تی‌یه، همسر آمنهوتپ سوم
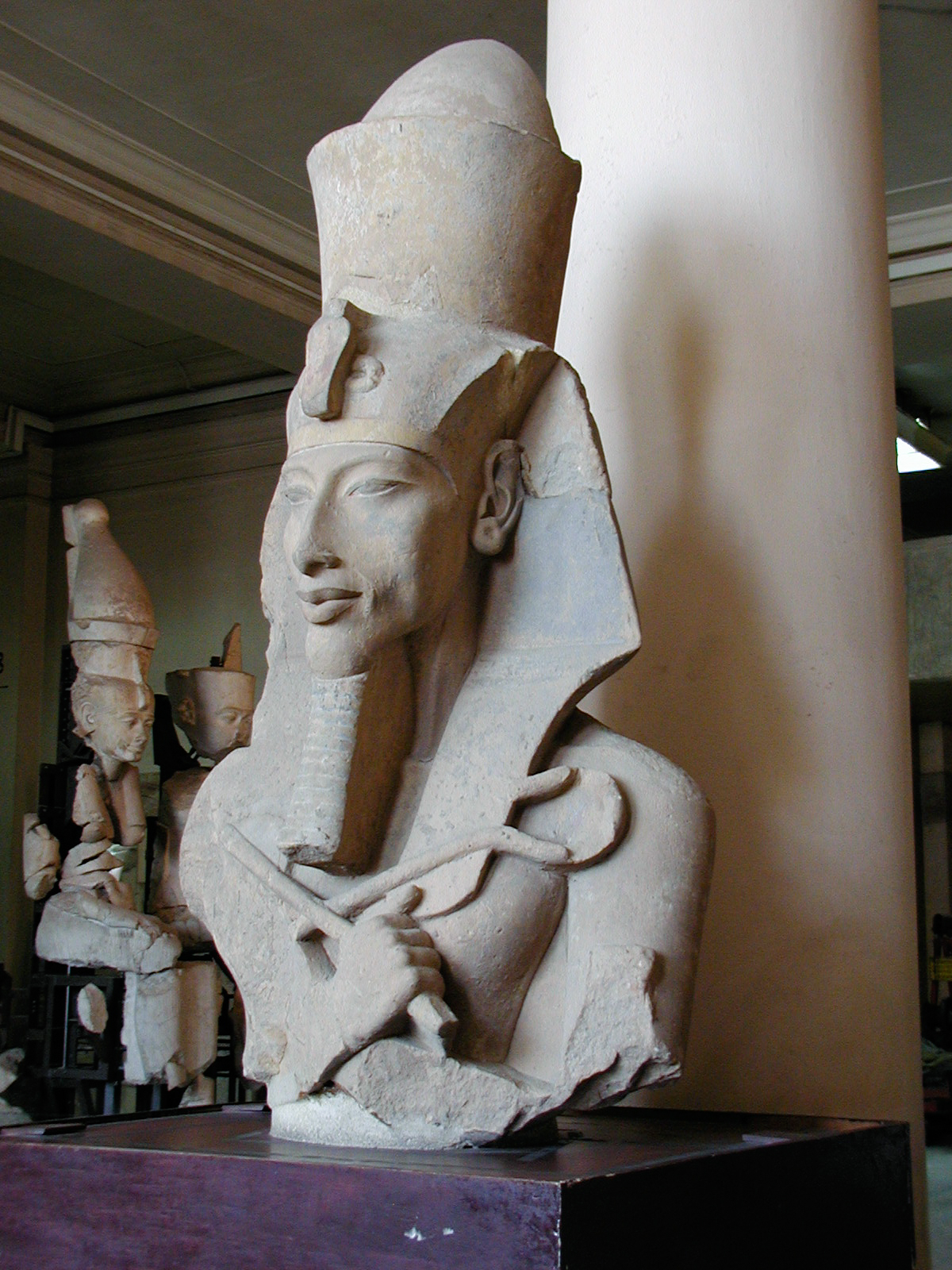
آخناتون (با نام اصلی آمنهوتپ چهارم) پسر شهبانو تی‌یه
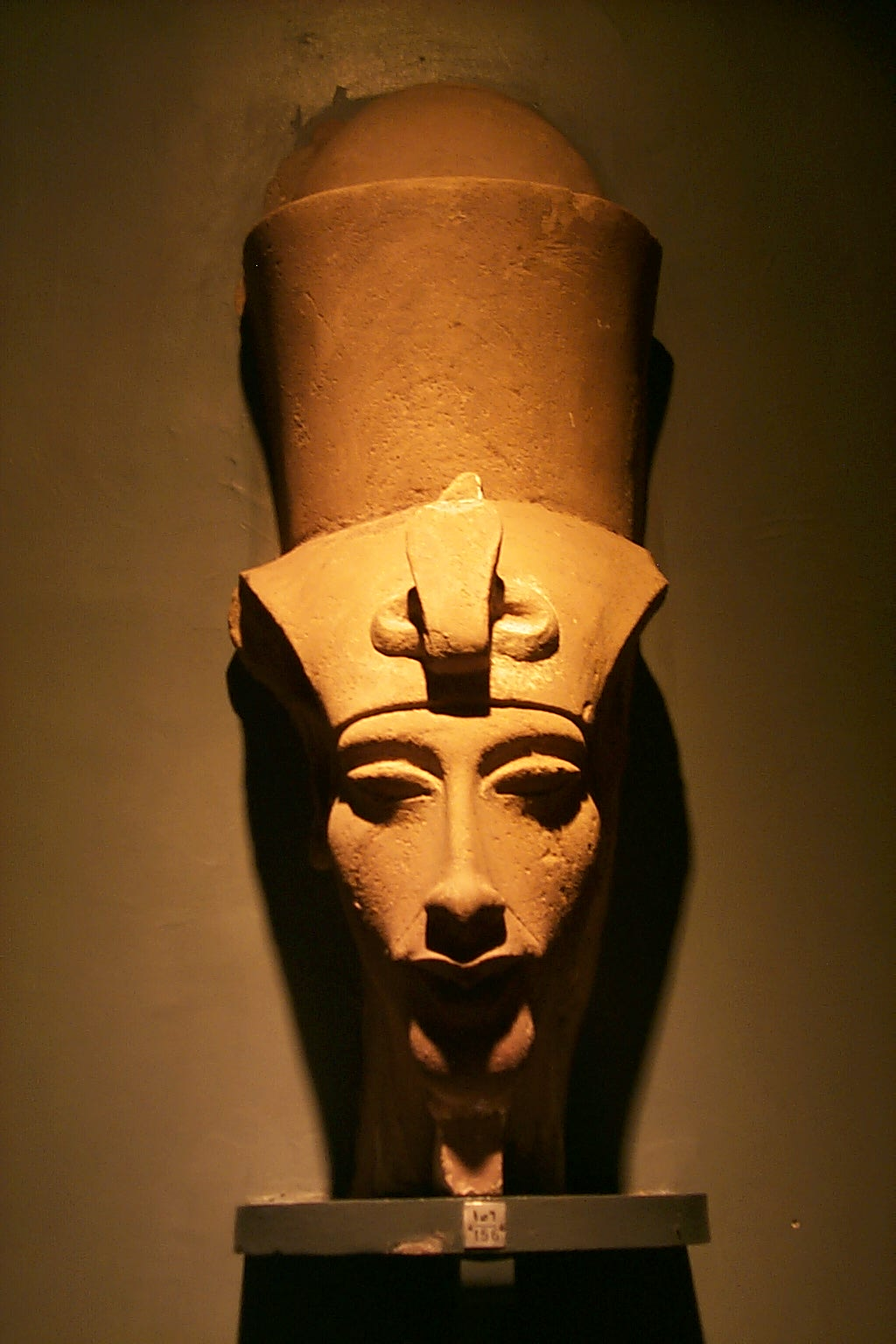
سردیسی از آخناتون
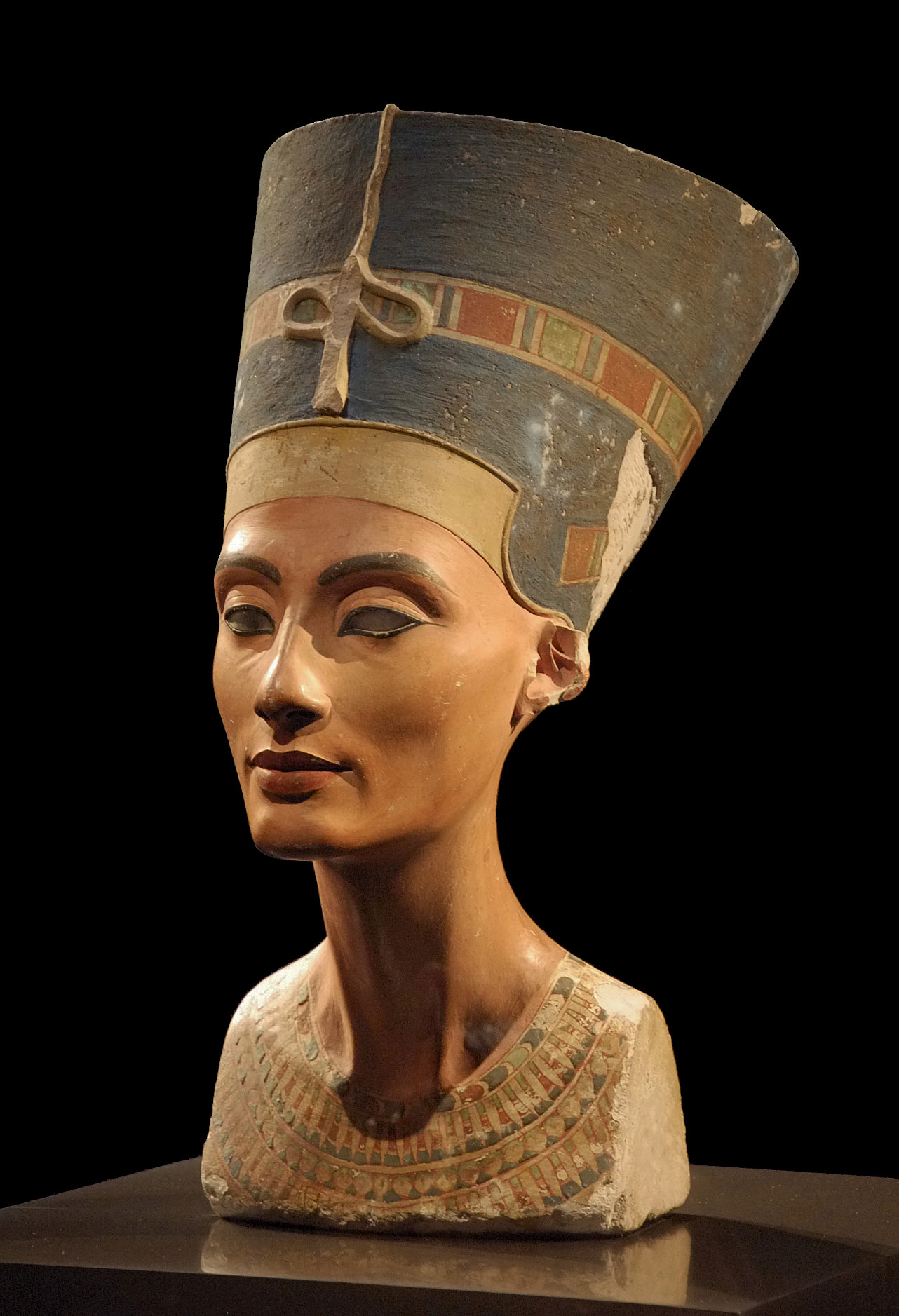
سردیس نفرتیتی همسر آخناتون
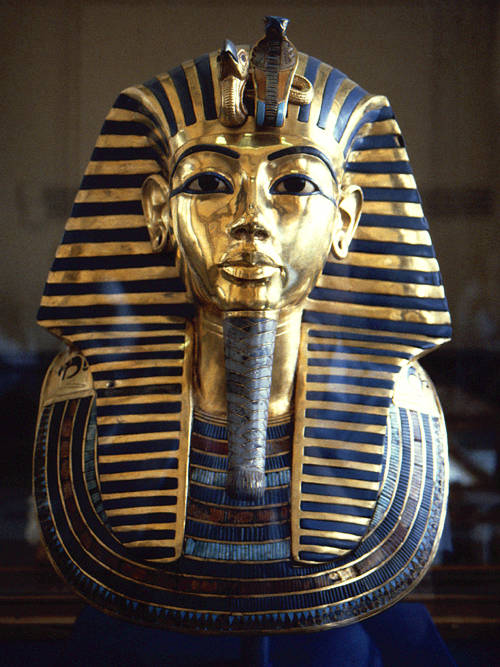
فرعون توتانخ‌آمون، پسر آخناتون، که دین مصر را به وضعیت پیشینش بازگرداند.
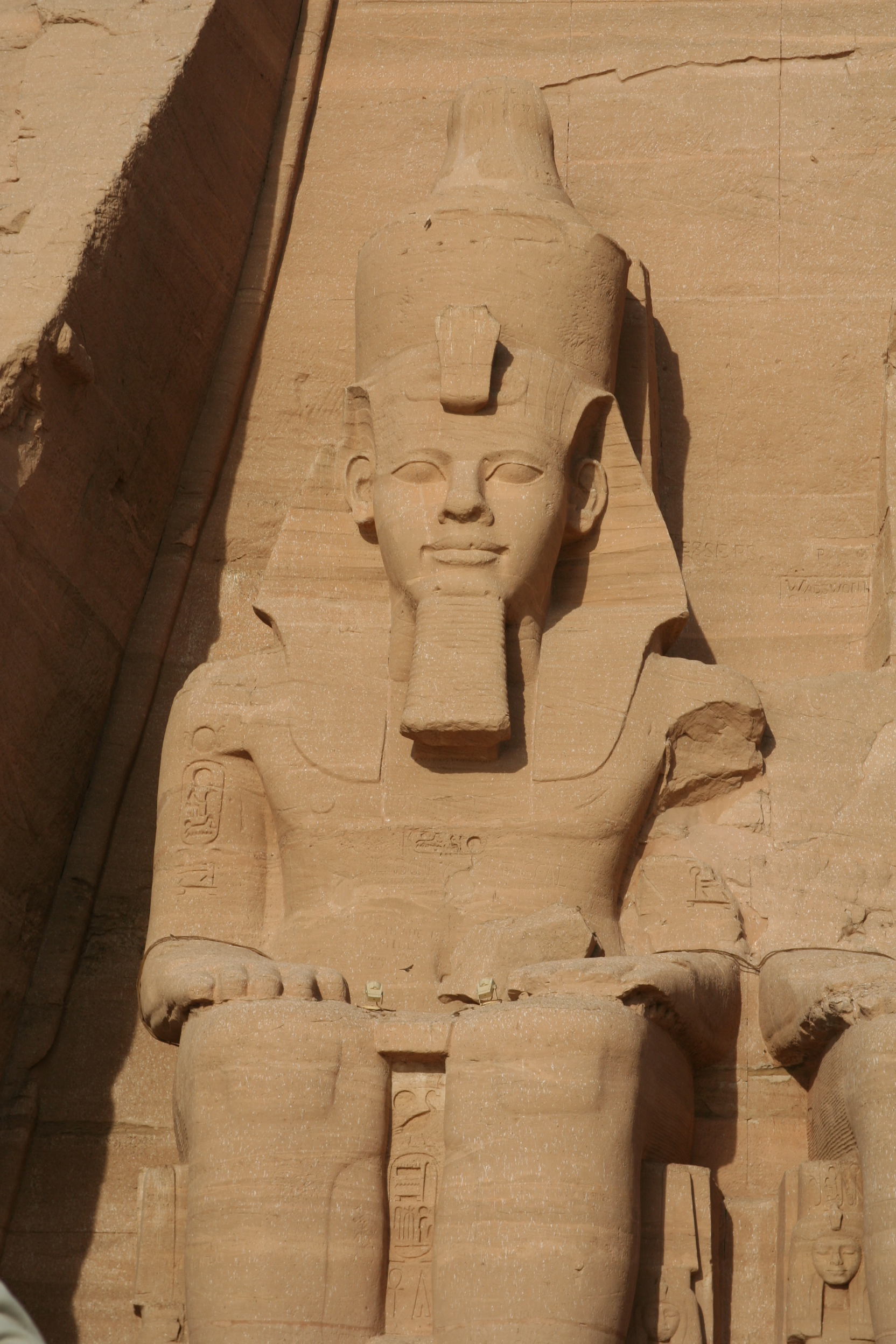
نیایشگاه رامسس دوم
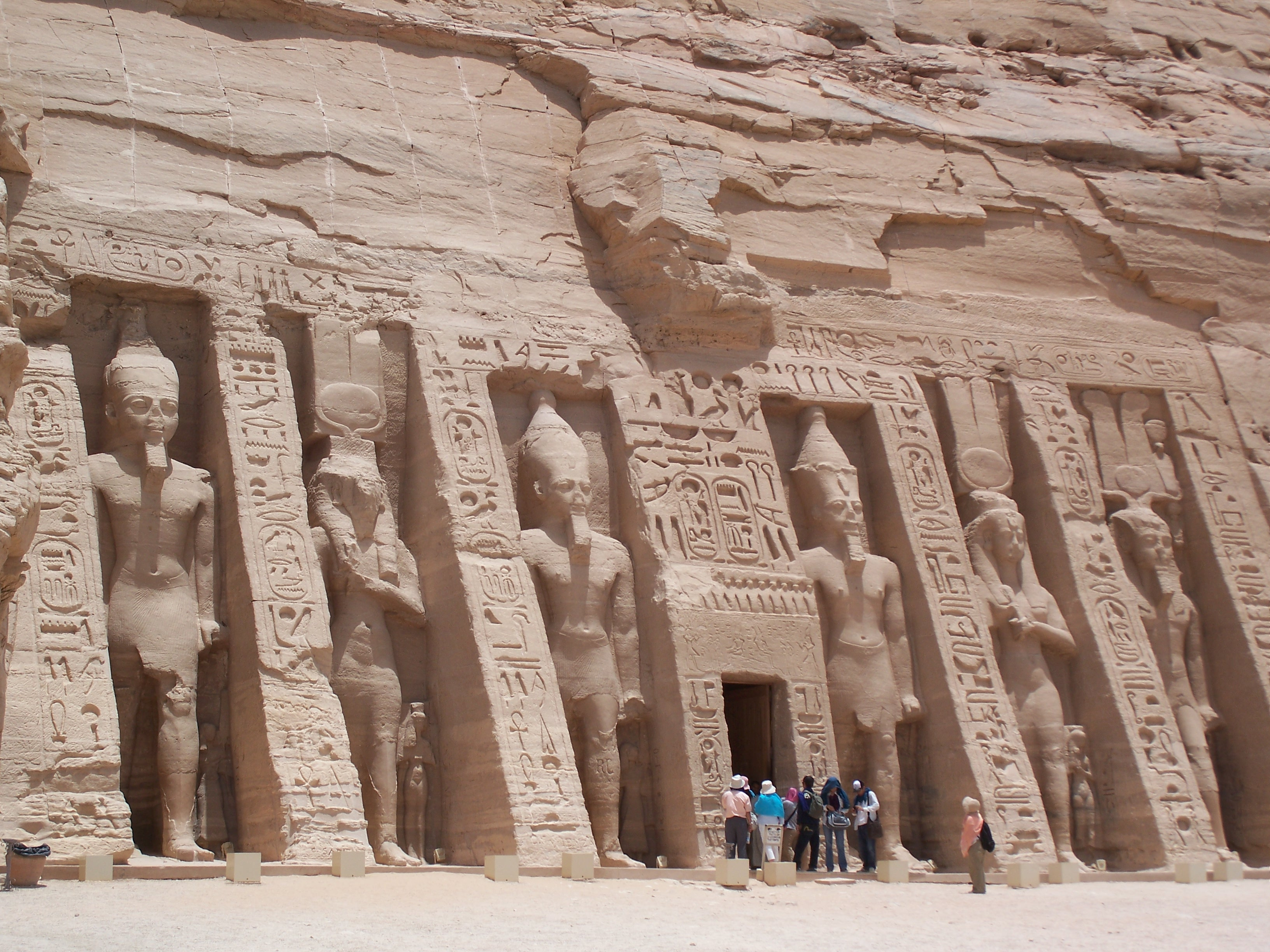
نیایشگاه نفرتاری در ابو سمبل
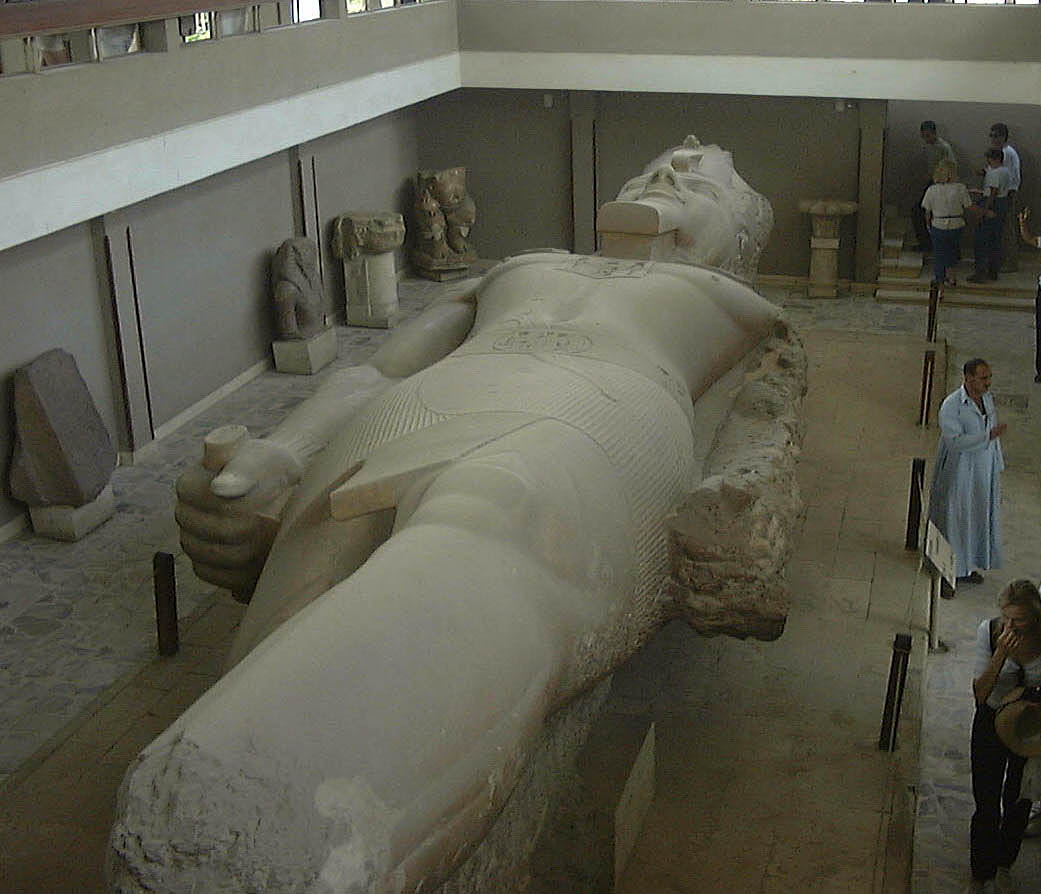
تندیس «رامسس دوم بزرگ»
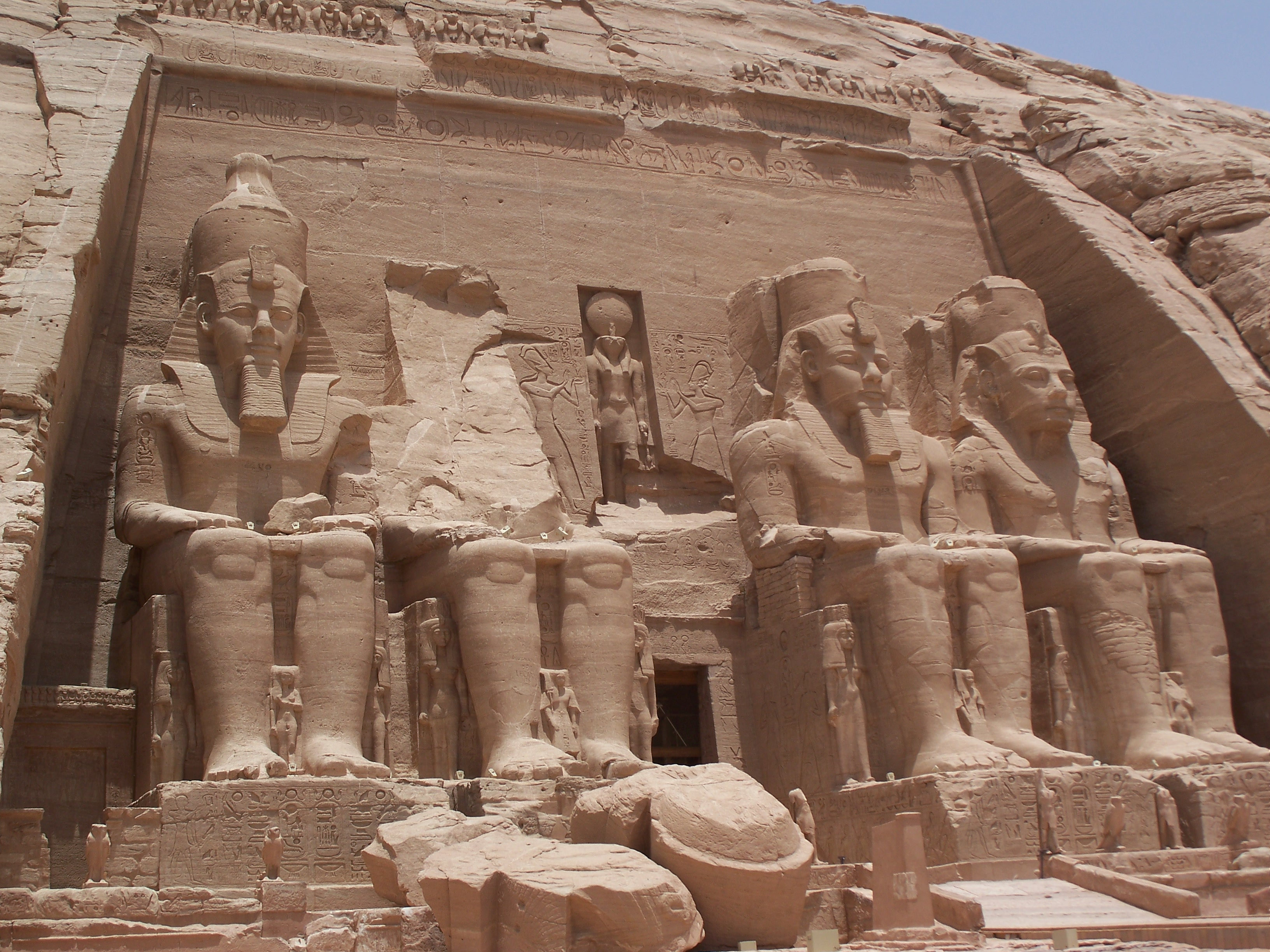
نیایشگاه رامسس در ابو سمبل